# Héfaistos
Héfaistos je syn Dia a Héry. V řecké mytologii je bohem ohně a kovářství, jeho římský ekvivalent je Vulkán (latinsky Vulcanus).
Héfaistos je ošklivý a slabý hned od svého narození. Vlastní matka ho pro jeho nedokonalost svrhla z Olympu. Zachránily ho a vychovaly bohyně Thetis a Eurynomé. Jednou pak Héra zjistila, že překrásný šperk, který měla Thetis, vytvořil Héfaistos. Přivedla proto Héfaista zpět na Olymp a zařídila mu bohatě vybavenou kovárnu s dvaceti měchy. Héfaistos se tak se svou matkou smířil a jednou, když se jí statečně zastával proti Diovi, srazil ho jeho otec podruhé z Olympu. Héfaistos padal celý den a když konečně dopadl na ostrov Lémnos (někdy uváděn jako Limnos), zlomil si obě nohy a velmi potřeboval pomoc obyvatel, kteří ho vlídně přijali.
Často bývá srovnáván s bohyní Pallas Athénou. Je velmi zručným kovářem, který zhotovuje mistrná díla, nevyrovná se však Pallas Athéně duchem, který je hlavním základem umění. Héfaistos má dílny pod Etnou, kde vládne základnímu prvku kovářského řemesla, ohni. Jeho pomocníky jsou Kratos  a Biá . Pallas Athéna předčí Héfaista nejen duchem, ale i svou ladností – Héfaistos je belhající se mrzák, kterému se bohové často vysmívají. Přece však Héfaistos, zdánlivě nemotorný a slabý, vystavěl bohům jejich nádherné paláce na Olympu, zhotovil zbroj největšího hrdiny Achillea, brnění jednoho z předních řeckých reků Dioméda a na výzvu Diovu vytvořil z vody a země bytost Pandoru. Podle Odysseje byla manželkou Héfaistovou bohyně Afrodíté, která ho podváděla s bohem Áreem. Když pak Héfaistos milence překvapil a zavolal bohy, aby viděli tuto nevěru, sklidil opět jen výsměch a Afrodíté zůstala stejná.
Héfaistos nejvíce miluje ostrov Lémnos (do dnešních dnů se zachovaly zbytky města, pojmenovaného právě po Héfaistovi – Ifaistia), kde byl též soustředěn jeho kult. K Héfaistově poctě konali Řekové okázalé slavnosti. V Athénách, kde stojí dodnes jeho chrám (Héfaisteion / Hephaisteon – chrám v dórském slohu se nápadně tyčí nad korunami stromů v rohu Agorá a připomíná zmenšeninu Parthenonu, jemuž zároveň konkuruje jako jeden z nejlépe udržovaných řeckých chrámů), byly dvojího druhu: héfaisteie a chalkeie; první se slavila zpočátku každý rok, později (od roku 329 př. n. l.) každý čtvrtý rok v polovině listopadu; druhá se konala každoročně a zúčastňovali se jí zejména kováři.
Héfaistos byl zobrazován v pracovní haleně (exomis), která pravou ruku nechávala zcela volnou, s kovářskou zašpičatělou čapkou na hlavě a s odznaky své profese – kleštěmi a kladívkem – v rukou.
Když Prométheus kradl bohům oheň, bylo to právě z Héfaistovy dílny v hoře Moschylos na ostrově Lémnu.
Jeho symboly jsou kovářské kladivo, kovadlina, a pár kleští.

## Artefakty vytvořené Héfaistem
- Brnění
  - Achillea
  - Dioméda
- Bytost Pandóra
- Hádova přilba neviditelnosti
- Héliův vůz
- Okřídlená helma a sandály boha Herma